# Assise
Le assise sono una seduta di particolari tribunali specialmente negli ordinamenti del diritto romano, medievale e italiano. Vengono definite assise anche le assemblee pubbliche che venivano convocate per formare le leggi e giudicare le liti.

## Le assise romane
Originariamente, nell'antica Roma, le assise (latino: assisia, da assidere, "sedere") indicavano le sedute di giudici nei municipi.

## Le assise medievali
In seguito, nel corso del Medioevo, il termine passò ad indicare le sedute delle corti feudali, cioè le riunioni dei signori feudali e dei loro vassalli, aventi funzioni giurisdizionali. In tale contesto le assise rappresentavano non soltanto la seduta del tribunale, ma le decisioni stesse da questo assunte, con valenza sia giudiziaria che legislativa. In età normanna nacquero le Curiae generales.
Alcune famose decisioni di simili assemblee sono le:
- Assise di Ariano (1140), convocata da Ruggero II di Sicilia, sull'ordinamento del regno siciliano;
- Assise di Clarendon (1164), convocata da Enrico II d'Inghilterra, sui rapporti tra la Chiesa e il potere temporale nel regno inglese;
- Assise sur la ligeage (1166), convocata da Amalrico I di Gerusalemme, sulla composizione dell'Alta Corte del regno gerosolimitano.

Le assise possono inoltre essere riferite alle raccolte stesse delle decisioni emanate dalle corti feudali.

## Le assise nell'odierno ordinamento italiano
Oggigiorno, nell'ordinamento giudiziario italiano, le assise indicano la seduta di un particolare tribunale, la Corte d'assise, composta di giudici togati e popolari. Questo tribunale compare nei due gradi di:
- Corte d'Assise (tribunale di prima istanza)
- Corte d'Assise d'appello (tribunale di seconda istanza)